# Onnaing
Onnaing è un comune francese di 8 785 abitanti situato nel dipartimento del Nord nella regione dell'Alta Francia. Vi si trova uno stabilimento per la produzione di autoveicoli Toyota dal 2018.

## Società

### Evoluzione demografica
Abitanti censiti